# Johanna König (Autorin)
Johanna König (* 25. Juli 1958 in Sankt Lorenzen im Mürztal, Steiermark als Johanna Eleonore Theresia Donnerbauer) ist eine österreichische Schriftstellerin.

## Leben
Johanna König begann mit 13 Jahren, Geschichten zu schreiben, und veröffentlichte 1978 erste Mundartgedichte. Sie sammelte Erfahrungen in den Bereichen Theater, Hörspiel, Drehbuch, Prosa, Lyrik und entschied sich 1998, das Schreiben zum Beruf zu machen. Ihr erster Roman, Die Glöcknerin, wurde im Jahr 2000 veröffentlicht. Seit 2002 ist sie zudem Vorstandsmitglied der IG Autorinnen Autoren Österreich und seit 2003 Obfrau der IG Autorinnen Autoren Kärnten.
Eine Brustkrebsdiagnose im Jahr 2006 veranlasste sie, den Krankheits- und Genesungsverlauf in akribischen Tagebuchaufzeichnungen festzuhalten, aus denen schließlich ihr Buch Grün ist die Farbe der Hoffnung wurde.
Johanna König lebt als freie Schriftstellerin in Klagenfurt in Kärnten.

## Werke
- Die Glöcknerin. Roman. Hermagoras Verlag, Klagenfurt 2000, ISBN 3-85013-712-0
- Versuch in den Himmel zu kommen, Hörspiel, Freizeichen, 2002
- Das Tuch. Roman. Edition Mohorjeva, Klagenfurt 2004, ISBN 3-7086-0061-4.
- Der Geschmack der Fremde, Anthologie, Sonderzahl Verlag, 2004
- Tagbilder und Gegenwelten, Anthologie, Hermagoras Verlag, 2004
- Grün ist die Farbe der Hoffnung. Ein etwas anderes Buch zum Thema Krebs. Edition Mohorjeva, Klagenfurt 2008, ISBN 978-3-7086-0356-8.
- Der gläserne Mann: eine Liebesgeschichte in Briefen, Linz 2012